# Acqua alta
Acqua alta (pronunciaciónⓘ) es como se conoce a las mareas altas que ocurren con frecuencia en la Laguna de Venecia, Italia, afectando principalmente a Venecia y Chioggia. El fenómeno se da entre el otoño y la primavera. Comprende la inundación de las zonas más bajas de la ciudad de Venecia, que en los casos más graves puede llegar a abarcar el 96% de la ciudad. La definición oficial de acqua alta es cuando el nivel del agua supera los 90 cm por encima del nivel de la marea normal.

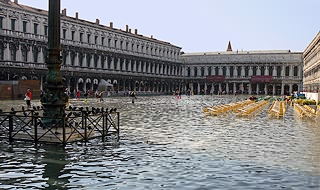
Acqua alta en la plaza San Marcos.

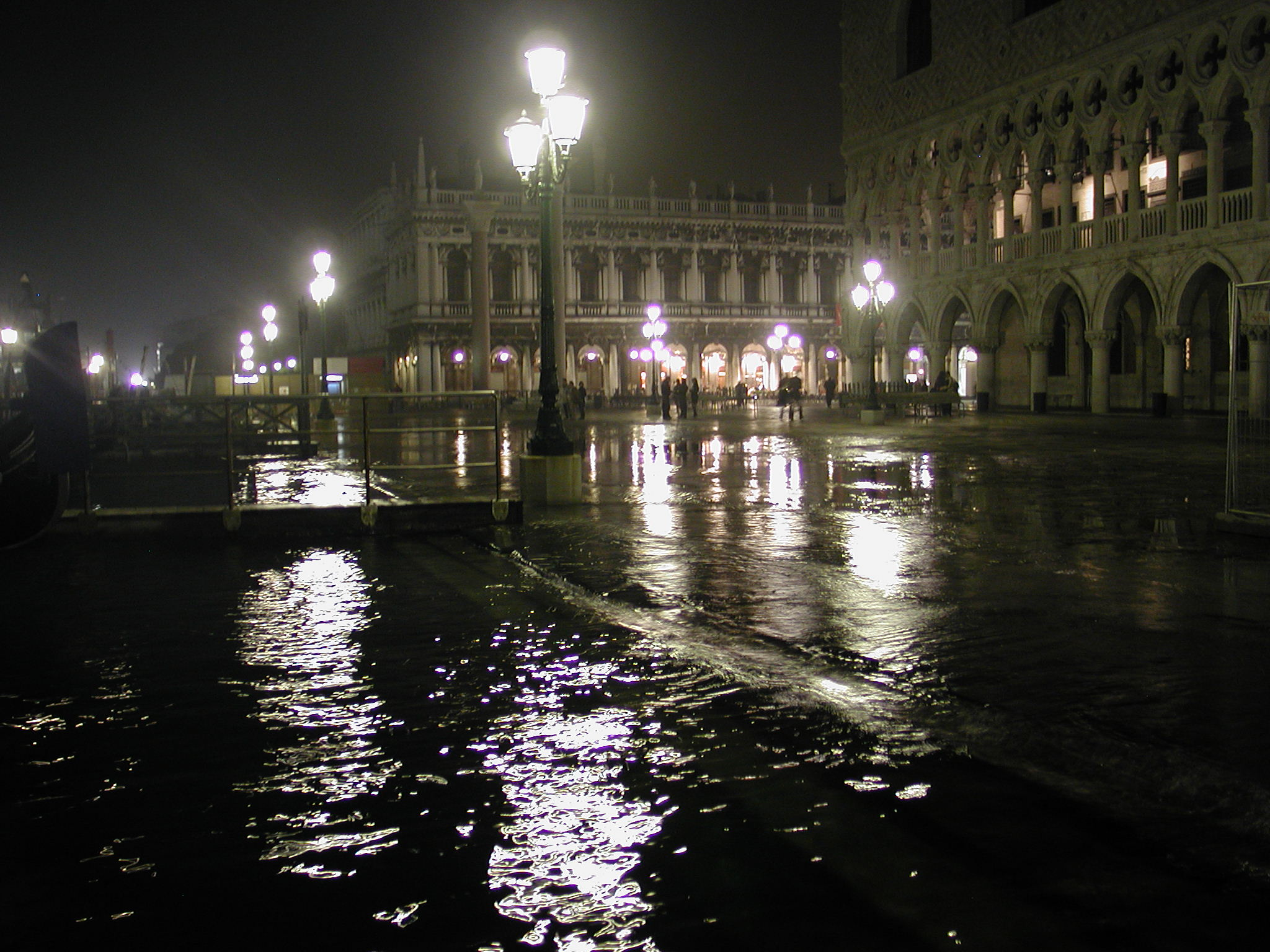
Vista nocturna de la Plaza San Marcos (piazzetta).

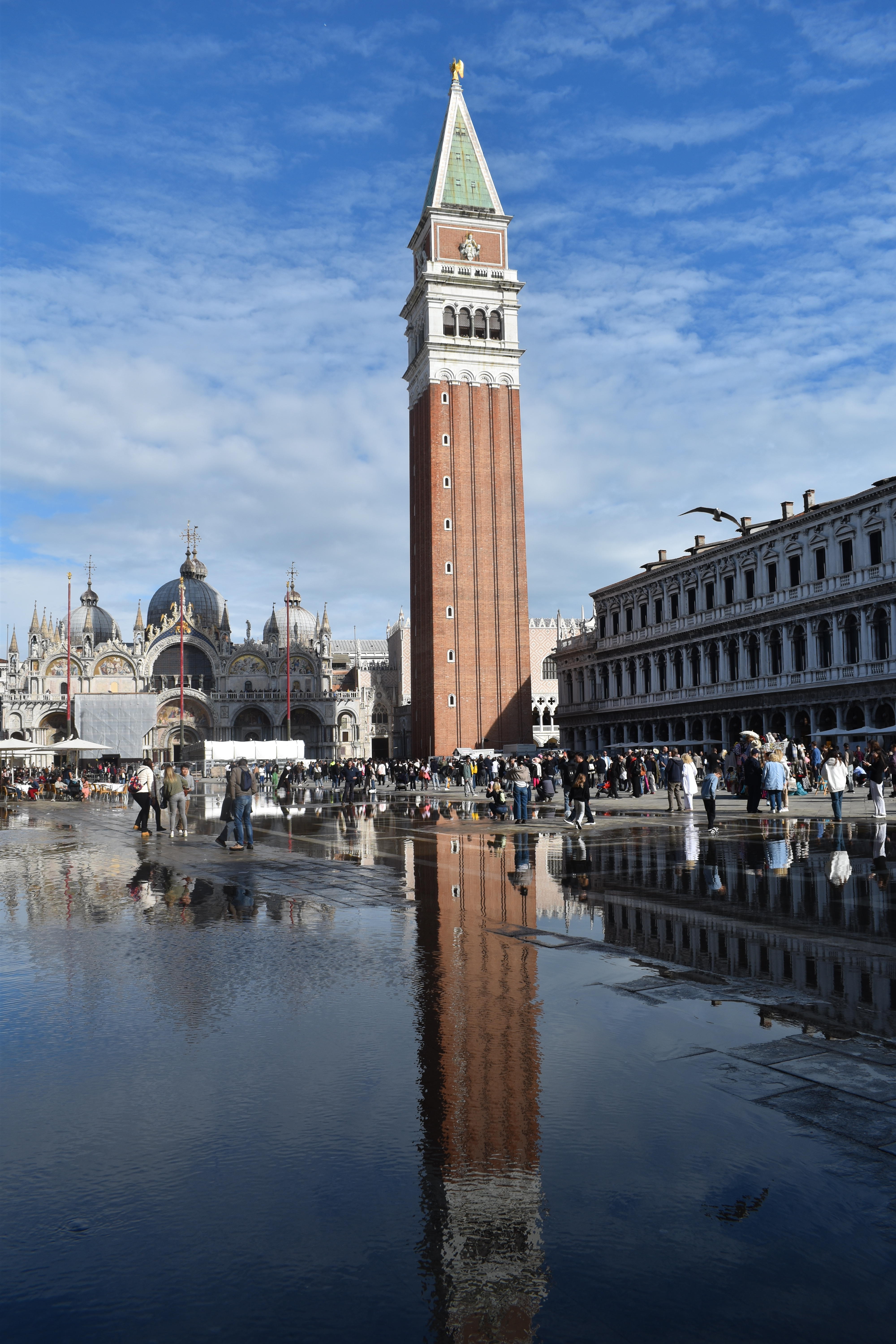
El Campanile de San Marcos y su reflejo en la acqua alta

Uno de los puntos más bajos de Venecia es la Plaza San Marcos, por lo que es una zona que se inunda muy frecuentemente, tal como ilustran las fotografías. Otro de los lugares severamente afectados por el fenómeno es la población de Burano.
La municipalidad de Venecia ha implementado una serie de acciones para garantizar que las actividades de la ciudad continúen a pesar de la inundación. Por ejemplo, se colocan pasarelas elevadas para la circulación de los peatones durante las inundaciones más graves (es aconsejable calzarse botas de goma). Sin embargo, algunas casas y negocios se deben evacuar. El centro de investigación Coses en Venecia ha estimado que las inundaciones le cuestan a la ciudad unos 5 millones y medio de euros por año en horas no trabajadas.

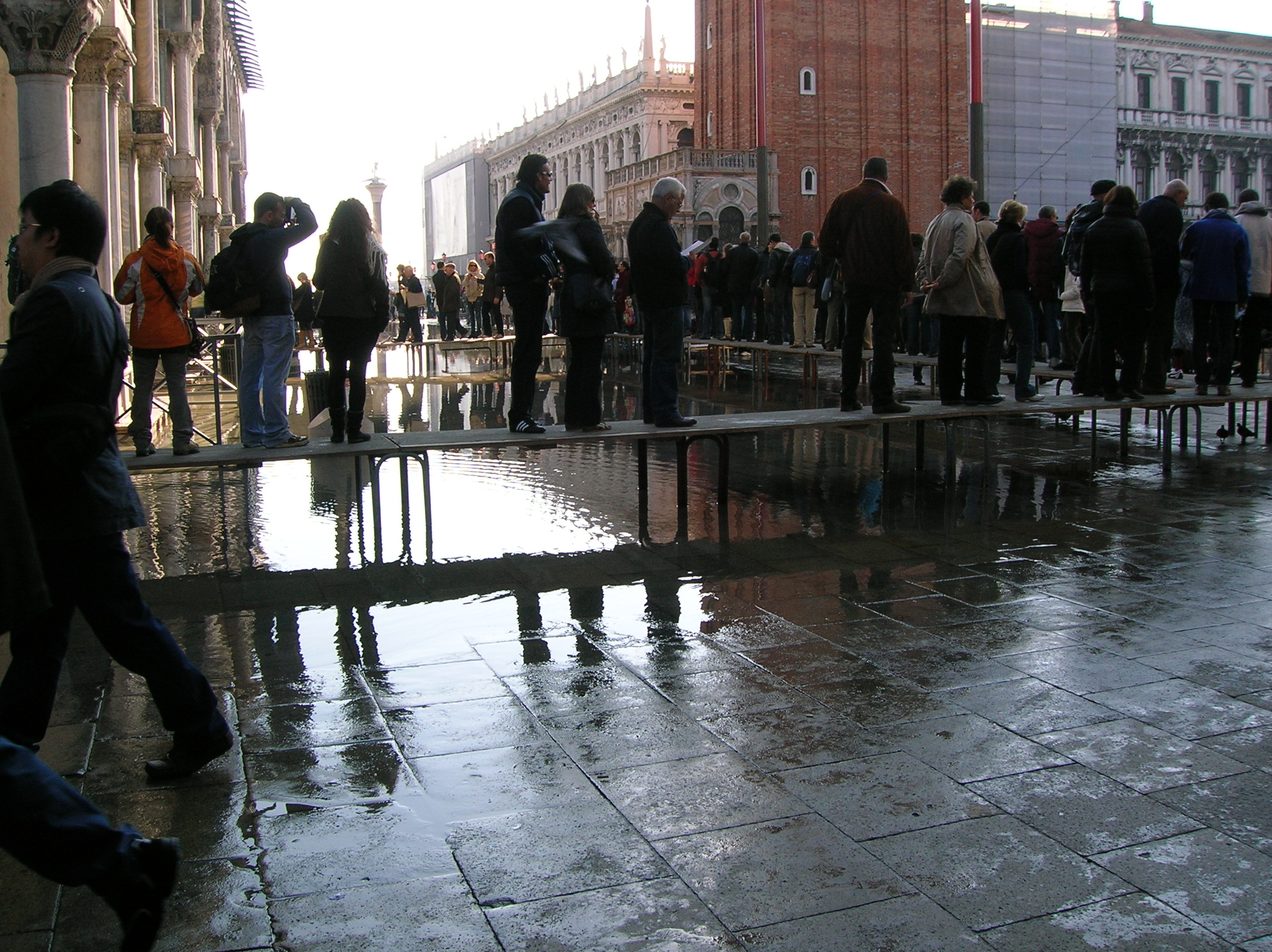
Pasarelas elevadas con turistas esperando para visitar la iglesia de San Marcos.

La frecuencia de ocurrencia y gravedad de estas inundaciones ha ido en aumento a lo largo del último siglo. La frecuencia del acqua alta se ha incrementado de menos de 10 veces por año a más de 60 veces por año. En cuanto a la gravedad, el peor caso de acqua alta registrado fue la inundación de 1966, cuando las aguas superaron el nivel normal de marea (180 cm) en más de un metro y se inundó el 96% de la ciudad.
El 31 de octubre de 2004, las aguas alcanzaron 135 cm y se inundó el 80% de la ciudad. En diciembre de 2008, tormentas provenientes del Adriático produjeron una inundación que marcó un registro de 156 cm.

## Efectos
Según la gravedad, el acqua alta afecta a distintas áreas de la ciudad. La tabla adjunta muestra el porcentaje de la ciudad que se cubre dependiendo del nivel de la inundación:
| Nivel del agua | Área de Venecia sumergida (%) |
| -------------- | ----------------------------- |
| +90 cm         | 1.84%                         |
| +100 cm        | 5.17%                         |
| +110 cm        | 14.04%                        |
| +120 cm        | 28.75%                        |
| +130 cm        | 43.15%                        |
| +140 cm        | 54.39%                        |
| +150 cm        | 62.98%                        |
| +160 cm        | 69.43%                        |
| +170 cm        | 74.20%                        |
| +180 cm        | 78.11%                        |
| +190 cm        | 82.39%                        |
| +200 cm        | 86.4%                         |
| >+200 cm       | 100%                          |

## Causas
La ciudad es muy vulnerable a cambios en el nivel del mar, ya que está construida sobre las islas bajas de la laguna de Venecia, que han existido desde la última glaciación. Los edificios se sostienen gracias a pilotes de madera. El movimiento de subsidencia de la tierra contribuye favorablemente a la inundación y ha causado inundaciones de 100 mm en el siglo XX. En todo caso, la subsidencia era debido a la extracción de agua subterránea entre los años 1950 y 1960. El hundimiento se detuvo mayormente cuando se taponaron los principales pozos artesianos. Hoy en día, la subsidencia se estima entre 0,5 mm y 1 mm al año, debido básicamente a la compresión de la tierra por los millones de pilotes colocados y factores geológicos. Se debe tener en cuenta que Venecia se hunde cada siglo entre 2 y 4 centímetros.
El nivel eustático es otro factor contribuyente significativo para la formación del acqua alta. El Grupo Intergubernamental de Expertos sobre el Cambio Climático (IPCC) ha estimado que la media global de subida de las aguas oceánicas está entre 10 y 25 centímetros en el último siglo. Este cambio está causado por diferentes factores, tales como el repliegue de glaciares (por ejemplo en los Alpes), el derretimiento de las plataformas de hielo continental y la expansión del agua causada por la temperatura. Todos estos factores se consideran resultado del calentamiento global.
Existen ciertas condiciones conocidas que potencian los efectos del acqua alta, a saber:
- Marea muy alta (normalmente durante la luna llena)
- Presión atmosférica baja.
- Un viento siroco con dirección desde el mar Adriático, que contribuye a que el agua entre en la laguna veneciana.

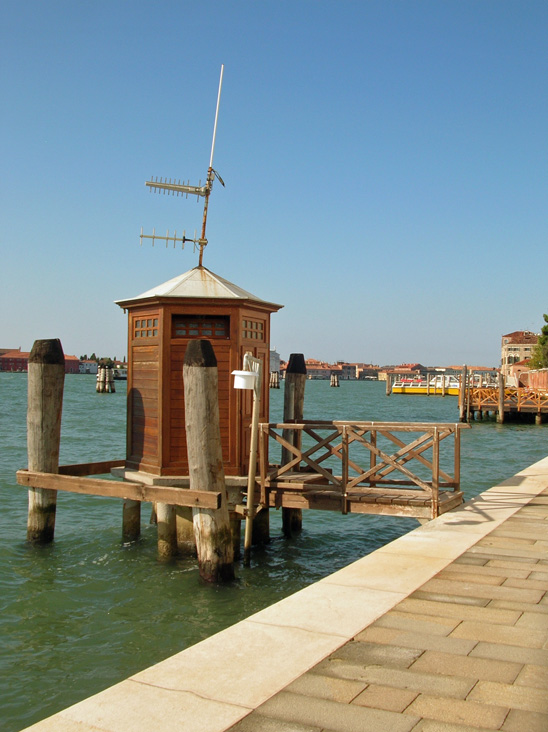
Estación de registro del nivel de la marea en Venecia - Punta de la Salud (lado del Canal de la Giudecca).

## Prevención
El proyecto MOSE (un acrónimo para Modulo Sperimentale Elettromeccanico; en castellano, "Módulo Experimental Electromecánico"), más conocido como "Proyecto Moisés", es un plan para instalar en el fondo marino 79 solapas abisagradas de 300 toneladas cada una para separar la laguna veneciana del mar Adriático. El consenso científico es que esto no evitará la mayoría de los casos de acqua alta, sino solo los más leves, pero la Federación de los Verdes sugiere que las puertas antiinundación evitarán la inundación de la laguna veneciana por parte de las aguas del Adriático en severo detrimento de la vida en esa zona.